# Michael Jackson: Chase the Truth
Michael Jackson: Chase the Truth é um documentário de 2019 da Entertain Me Productions. O filme defende o cantor Michael Jackson contra acusações de abuso sexual infantil feitas por Wade Robson e James Safechuck no documentário de 2019 Leaving Neverland. O documentário se concentra na pesquisa do biógrafo e jornalista Mike Smallcombe e nas declarações do ex-guarda-costas de Jackson, Matt Fiddes, e do ator Mark Lester. Foi lançado em serviços de streaming como YouTube e Amazon Prime em 13 de agosto de 2019.

## Sinopse
Descrevendo Jackson como "absolvido em vida, de volta ao julgamento após a morte", Chase the Truth examina as acusações contra Michael Jackson, entrevistando amigos e ex-funcionários. O filme inclui "testemunho do ex-guarda-costas de Jackson, Matt Fiddes, e do ator Mark Lester", e apresenta suas afirmações de que "as alegações de abuso de Safechuck e Robson eram fictícias e motivadas por ganhos financeiros". O documentário abre com um clipe de Jackson negando as acusações originais levantadas contra ele.
Fiddes e o biógrafo de Michael Jackson, Mike Smallcombe, afirma que as alegações feitas contra Michael sempre tiveram um incentivo financeiro. Fiddes afirma que "Michael costumava me dizer: 'Quanto maior a estrela, maior o alvo' e ele ainda é o maior na morte". Fiddes diz que as declarações nunca foram sustentadas por provas. O documentário discute um testemunho anterior feito sob juramento pelos acusadores de Jackson, incluindo o testemunho de Robson de que ele estava em uma viagem ao Grand Canyon com sua família em um momento e que, mais tarde no mesmo dia, ele alegou ter sido abusado em Neverland. Ele também afirma que Safechuck alegou ter sido abusado na estação de trem que existe em Neverland, que foi construída mais de um ano após o fim do suposto abuso da Safechuck.

## Lançamento e recepção
O documentário foi lançado em serviços de streaming, incluindo Amazon Prime e YouTube. O New Musical Express deu duas de cinco estrelas, reclamando da duração de uma hora, edição instável das entrevistas e do custo de 8 libras para comprar o filme, e descrevendo como "difícil difundir sua ideia da "verdade" da maneira mais ampla possível". No entanto, a crítica observou que o filme não era menos crível do que Leaving Neverland com "quase nenhum traço de insinceridade em exibição em ambos". Após o lançamento do documentário, Fiddes convidou Safechuck e Robson para "vir e nos desafiar ao vivo na TV do Reino Unido" com relação às reivindicações e refutações oferecidas a eles.